# XTEEN
XTEEN（クリスティーン）は、日本のアイドルユニット。黒服系ホラーパンクアイドルユニットとして、2018年に結成された。ユニット名の由来は、スージー・アンド・ザ・バンシーズのアルバム「Kaleidoscope」の中の楽曲、Christineから
だが、結成当初はスティーヴン・キングのホラー小説「Christine」からと紹介されることが多かった。ライブでは、会場にprotoolsシステムを持ち込み、バンドの生演奏を爆音で流すサウンドが特徴。サウンドプロデューサーはEURO（SPEED-iD）。

## 略歴
- 2018年2月25日 - 代アニLIVEBASE西麻布にて初ライブ。メンバーは、姫草のあ（ひめくさのあ）、六苑あんず（むおんあんず）、東雲一加（しののめいちか）、神功ロイ（じんぐうろい）、桐島なるみ（きりしまなるみ）の5人。5人でデビューの予定だったが、神功ロイはライブ前に脱退。
- 2018年4月25日 - デビューシングルCD「Eclipse」発売。ギターにSAKI（Mary’s Blood）が参加[4]。
- 2018年5月8日 - 渋谷O-NESTのライブで、六苑あんず、桐島なるみが脱退。
- 2018年5月13日 - 目黒鹿鳴館でのライブにて、楔條詩苑（くじょうしおん）が加入。
- 2018年8月14日 - 川崎CLUBCITTA’&ATTICのライブで、東雲一加が卒業。同日、新メンバーとして、ゆりあんぬ、蒼井ルー（あおいるー）の加入が発表。
- 2018年10月1日 - 蒼井ルーが脱退。
- 2018年10月31日 - 2ndシングルCD「ROMANTICIST」発売。前作同様、ギターにSAKI（Mary's Blood）が参加。
- 2018年12月18日 - 姫草雛奈子誕生日に、XTEEN初の主催ライブ「姫草雛奈子 生誕GIG 20th BIRTHDAY BASH “Heroine is Me”」を目黒鹿鳴館にて開催。姫草雛奈子ソロ「Heroine」を初披露。SPECIAL GUEST: SAKI（Mary's Blood/NEMOPHILA）GUESTS: Aphrodite / NECRONOMIDOL / 姫草雛奈子×倉澤雪乃コラボユニット / 爆音少女症候群Ø / 鵺 / de'Barrier / 必殺エモモモモ!!
- 2019年2月27日 - 結成1周年を記念して主催ライブ「XTEEN 1st Anniversary Night BLACK IS THE NEW BLACK」を渋谷LOFT9で開催。ゲスト Aphrodite / CANDY GO! GO! / 不感症ヘビ苺 / めろん畑a go go / メンバー募集。
- 2019年4月14日 - 楔條詩苑、生誕ライブ「SION Birthday Celebration「楔ノ宵桜」2nd Night」を渋谷LOFT9で開催。楔條詩苑オリジナルソロ曲「あの詩その空」を初披露。ゲスト Aphrodite / CANDY GO! GO! / DEADLIFT LOLITA / ドロドロ / メルトミュージック / メンバー募集。
- 2019年5月19日 - 神社エル（じんじゃえる）が加入。フジテレビ系音楽番組「Tune」にて、加入を発表。
- 2019年10月30日 - 3rdシングルCD「THE NEW BLACK」発売。前2作に引き続きギターにSAKI（Mary's Blood）が全面参加。
- 2020年2月20日 - 結成2周年を記念して主催ライブ「XTEEN 2nd ANNIVERSARY PARTY BASH」を目黒鹿鳴館で開催。[5]。ゲスト DIE/NING / NECRONOMIDOL / バカは死ぬまでなおらない。 / めろん畑 a go go
- 2020年7月2日 - 楔條詩苑生誕ノ儀二〇二〇振替公演「黎明ノ刻」を目黒鹿鳴館で開催。出演 XTEEN / 楔條詩苑 / cana÷biss / バカは死ぬまでなおらない。 / PoSye
- 2020年7月26日 - 神社エルが脱退。
- 2021年1月10日 - 天月綺々奈（あまつきあーな）の加入を発表。[6][7]
- 2022年4月2日 - 4thシングルCD「GLORIA」発売。ギターにSAKIが全面参加[8]。
- 2022年5月13日 - 東名阪ワンマンツアー† GLORY TO THE EVIL 東京・新宿 CLUB SCIENCE（5/13）大阪・北堀江 CLUB VIJON（5/28）名古屋・大須UNLIMITS（5/29）[8]

## ディスコグラフィー
シングル
| タイトル      | 発売日         | 収録曲                                                                                        |
| ------------- | -------------- | --------------------------------------------------------------------------------------------- |
| Eclipse       | 2018年4月25日  | 01 Eclipse 02 Rosary 初回限定盤のみボーナストラックとして「IRON FIST（MOTORHEAD Cover）」収録 |
| ROMANTICIST   | 2018年10月31日 | 01 ROMANTICIST 02 Alice The Ripper 03 Living Dead Doll                                        |
| THE NEW BLACK | 2019年10月30日 | 01 THE NEW BLACK 02 LOST GIRLS 03 THANK GOD IT'S FRIDAY 13TH                                  |
| GLORIA        | 2022年4月2日   | 01 GLORIA 02 TOXIC CANDY GIRL 03 THE 27CLUB                                                   |

オムニバス
| タイトル                                                     | 発売日         | 収録曲                   |
| ------------------------------------------------------------ | -------------- | ------------------------ |
| HAUNTED HOUSE MEMORIAL OMNIBUS ”UNHOLY FROM THE GRAVEYARD”   | 2020年11月16日 | Eclipse[XTEEN Twins Ver] |
| ロックンロールレィデオ ヘルシースマイルパンクロック!!        | 2021年9月8日   | VICE † VENOM             |
| ロックンロールレィデオ ヘルシースマイルパンクロック！！Vol.2 | 2023年4月19日  | I WANNA BE YOUR DOG      |